# Ludwik I Gonzaga

Herb rodu Gonzagów w XIV i XV w.

Ludwik I Gonzaga, także Luigi albo Ludwik II (ur. w 1334, zm. w 1382 w Mantui) – włoski szlachcic, trzeci Kapitan Ludu (wł. Capitano del Popolo), a właściwie władca Mantui.
Ludwik I był synem Gwidona Gonzagi, drugiego Kapitana Ludu Mantui i Beatrice de Bar. Jego ojciec po objęciu władzy właściwie współdzielił rządy z trzema swymi synami. Najbardziej energiczny okazał się najstarszy syn, Ugolino, który talentem przyćmiewał braci. Oni, prawdopodobnie z zazdrości, uknuli przeciw niemu intrygę i zamordowali go podczas uczty. Istnieje podejrzenie, że za tym zabójstwem kryły się motywy polityczne, a cała intryga miała swe źródło w Wenecji. Motywy tego tragicznego wydarzenia zostały jednak szybko zatuszowane, a morderstwo tłumaczono kłótnią między braćmi. Ojciec publicznie przebaczył synom ich czyn. Wkrótce jednak drugi syn Gwidona, Francesco zmarł w tajemniczych okolicznościach. Choć nie ma na to wystarczających dowodów, poszlaki wskazują na Ludwika jako na tego, który stał za tą śmiercią. Faktem jest, że to właśnie on został jedynym spadkobiercą i następcą ojca.
Objąwszy władzę, zaczął prowadzić politykę przyjazną w stosunku do Mediolanu Viscontich. Efektem tego było małżeństwo jego syna Franciszka z Agnese Visconti, córką Bernabò, współrządcy Mediolanu. Ludwik jest znany przede wszystkim z roztropnych i dobrych rządów, dzięki którym kraj rozwinął się ekonomicznie. W celu obrony terytorium Mantui przed atakami z zewnątrz polecił zbudować liczne fortyfikacje.
W 1356 pojął za żonę Aldę d'Este, córkę Obizzo III, z którą miał dwoje dzieci:
- Elżbietę, która poślubiła Karola Malatestę,
- Franciszka, który został następcą ojca jako czwarty Kapitan Ludu.